# Municipio de Lewis (condado de Northumberland)
El municipio de Lewis  (en inglés: Lewis Township) es un municipio ubicado en el condado de Northumberland en el estado estadounidense de Pensilvania. En el año 2000 tenía una población de 1.862 habitantes y una densidad poblacional de 27 personas por km².

## Geografía
El municipio de Lewis se encuentra ubicado en las coordenadas 41°08′00″N 76°43′59″O / 41.13333, -76.73306.

## Demografía
Según la Oficina del Censo en 2000 los ingresos medios por hogar en la localidad eran de $41,406 y los ingresos medios por familia eran $44,922. Los hombres tenían unos ingresos medios de $32,101 frente a los $21,767 para las mujeres. La renta per cápita para la localidad era de $16,876. Alrededor del 7,6% de la población estaban por debajo del umbral de pobreza.